# Hymenophyllum cardunculus
Hymenophyllum cardunculus är en hinnbräkenväxtart som beskrevs av Carl Frederik Albert Christensen. Hymenophyllum cardunculus ingår i släktet Hymenophyllum och familjen Hymenophyllaceae. Inga underarter finns listade.